# Hispanioryctes paulseni
Hispanioryctes paulseni är en skalbaggsart som beskrevs av Brett C.Ratcliffe och Ronald D. Cave 2011. Hispanioryctes paulseni ingår i släktet Hispanioryctes och familjen Dynastidae. Inga underarter finns listade i Catalogue of Life.